# Ammotrechella tabogana
Ammotrechella tabogana är en spindeldjursart som beskrevs av Roewer 1934. Ammotrechella tabogana ingår i släktet Ammotrechella och familjen Ammotrechidae. Inga underarter finns listade i Catalogue of Life.